# Ниязи (музыкант)
Ниязи́ Зульфуга́р оглы Тагизаде́-Гаджибе́ков, известный также как Ниязи́ (азерб. Niyazi Zülfüqar oğlu Tağızadə-Hacıbəyov; 1912, Тифлис, Российская империя — 1984, Баку, Азербайджанская ССР, СССР) — советский азербайджанский дирижёр, композитор. Герой Социалистического Труда (1982). Народный артист СССР (1959). Лауреат двух Сталинских премий II степени (1951, 1952).

## Биография
Родился 7 (20) августа 1912 года в Тифлисе.
В 1921 году играл на скрипке в турецком военном оркестре.
Получил первое музыкальное образование, занимаясь на скрипке в школе имени Ю. Шефферлинга. Занимался по классу композиции у М. Ф. Гнесина в Третьем показательном государственном музыкальном техникуме имени Гнесиных (ныне Музыкальное училище имени Гнесиных) в Москве (1925—1926), у А. Л. Степаняна в Ереванской консерватории, у Г. Н. Попова в Ленинградском центральном музыкальном техникуме (1929—1930, до конца не доучился — помешали проблемы со здоровьем), в 1933—1934 годах — в Бакинской консерватории (преподаватели — Л. М. Рудольф и С. Штрассер).
В 1932—1933 годах — заведующий сектором науки, литературы и искусства Наркомата просвещения Дагестанской АССР, в 1935—1937 — заведующий музыкальной частью Азербайджанской киностудии, в 1937—1938 — художественный руководитель Азербайджанской государственной эстрады, в 1938—1944 — заместитель председателя организационного комитета, с 1956 — член правления Союза композиторов Азербайджанской ССР.
В 1937—1948 годах — дирижёр, в 1951—1952 и 1958—1959 годах — главный дирижёр, в 1961—1965 годах — директор, художественный руководитель и главный дирижёр Азербайджанского театра оперы и балета им. М. Ф. Ахундова. Одновременно, с 1938 года (с перерывами) — художественный руководитель и главный дирижёр Азербайджанского симфонического оркестра имени Узеира Гаджибекова. В 1946 году стал лауреатом Всесоюзного смотра дирижёров.
В 1960—1961 годах — главный дирижёр Ленинградского театра оперы и балета им. С. М. Кирова (ныне Мариинский театр).
С 1979 года — директор Азербайджанской филармонии.
Член ВКП(б) с 1942 года. 
С началом Великой Отечественной войны Ниязи пожертвовал 3 000 рублей в Фонд обороны.
Гастролировал за рубежом. Выступал в Праге, Берлине, Будапеште, Бухаресте, Нью-Йорке, Париже, Стамбуле, Тегеране, Лондоне и Пекине.
Депутат Верховного Совета Азербайджанской ССР 4 — 9-го созывов (1951—1975). Депутат Верховного Совета СССР 11 созыва (1984).
Умер 2 августа 1984 года в Баку. Похоронен на Аллее почётного захоронения.

### Семья
- Отец — Зульфугар Гаджибеков (1884—1950), композитор. Заслуженный деятель искусств Азербайджанской ССР (1943).
- Мать — Бёюкханум Гаджибекова.
- Дядя — Узеир Гаджибеков (1885—1948), композитор. Народный артист СССР (1938).
- Жена (с 1933 года) — Хаджар Гаджибекова, детей от этого брака не имел[5].
- По некоторым источникам был женат на Барият Солтан Меджидовне Мурадовой (1914—2001), актриса. Народная артистка СССР (1960)[6].

## Награды и премии
- Герой Социалистического Труда (1982)
- Заслуженный деятель искусств Азербайджанской ССР (1940)
- Народный артист Азербайджанской ССР (1955)
- Народный артист СССР (1959)
- Народный артист Армянской ССР (1962)
- Сталинская премия второй степени (1951) — за концертно-исполнительскую деятельность
- Сталинская премия второй степени (1952) — за дирижирование балетным спектаклем «Гюльшен» С. И. Гаджибекова
- Государственная премия Азербайджанской ССР имени Узеира Гаджибекова (1967)
- Премия Ленинского комсомола Азербайджанской ССР (1972)
- Международная премия имени Джавахарлала Неру (1974)[7]
- Два ордена Ленина (1976, 1982)
- Орден Октябрьской Революции (1971)
- Орден Трудового Красного Знамени (1967)
- Орден «Знак Почёта» (17.04.1938) — за выдающиеся заслуги в деле развития азербайджанского оперного искусства, азербайджанской музыки, песни и танцев[8]
- Медаль «За победу над Германией в Великой Отечественной войне 1941—1945 гг.»[9].
- Медаль «За доблестный труд в Великой Отечественной войне 1941—1945 гг.»[9]
- Медаль «За оборону Кавказа»[9]
- Орден «Кирилл и Мефодий» (НРБ)
- Медаль имени Бела Бартока (ВНР)
- Медаль города Карл-Маркс-Штадта (ГДР)
- Почётный гражданин Тбилиси (1982).
- Две Почётные грамоты Президиума Верховного Совета Азербайджанской ССР (1945, 26.12.1972)[10]

## Творчество

### Дирижирование
Оперы
- «Наргиз» М. Магомаева (1938)
- «Кёроглы» У. Гаджибекова (1937)
- «Вэтэн» («Родина») К. Караева и А. Д. Гаджиева (1945)
- «Севиль» Ф. Амирова (3-я ред., 1959)
- «Евгений Онегин» П. И. Чайковского
- «Пиковая дама» П. И. Чайковского
- «Судьба человека» И. И. Дзержинского
- «Надежда Светлова» И. И. Дзержинского
- «Князь Игорь» А. П. Бородина
- «Кармен» Ж. Бизе
- «Богема» Дж. Пуччини
- «Проданная невеста» Б. Сметаны
- «Аида» Дж. Верди.

Балеты
- «Гюльшен» С. Гаджибекова (1951)
- «Семь красавиц» К. Караева (1959)
- «Тропою грома» К. Караева (1960)
- «Спящая красавица» П. И. Чайковского (1961)
- «Легенда о любви» А. Меликова (1961)
- «Каменный цветок» С. С. Прокофьева (1961)

Симфонические сочинения
- Симфоническая поэма «Лейли и Меджнун» К. Караева (1947)
- 2-я сюита из балета «Тропою грома» К. Караева (1967)
- Симфония «Памяти Ленина» А. Гаджиева (1971)

### Основные сочинения
Оперы
- «1920 год» (опера-кантата, 1940)
- «Хосров и Ширин» (по одноимённой поэме Низами, 1942)[11].

Балет
- «Читра» (по мотивам поэмы Р. Тагора, 1961).

Сочинения для оркестра
- «Закатальская сюита» (1934)
- «Концертная лезгинка» (1939)
- Увертюра-фантазия «В бою» (1943)
- Картина «Памяти героев» (1944)
- Симфонический мугам «Раст» (1949)
- «Концертный вальс» (1954)
- Сюита из балета «Читра» (1970)
- «Поэма» для фортепиано и симфонического оркестра (1945).

Другие сочинения
- Музыкально-сценическая композиция «Цветы одного сада» для солистов, хора, оркестра азербайджанских народных инструментов (1949)
- «Песня и танец» для струнного квартета (1959)
- Музыка к физкультурным парадам (1938, 1940, 1941, 1947)
- Песни на слова азербайджанских поэтов, в том числе «Песня о Родине» (1937)
- Пьесы для духового оркестра
- Песни, обработки народных песен
- Редакции 1-го акта оперы «Наргиз» М. Магомаева, оперы «Ашуг-Гариб» З. Гаджибекова, музыкальной комедии «Аршин мал алан» У. Гаджибекова.

Музыка для драматического театра и кино
- Музыка к драматическими спектаклям, в том числе «Разоренное гнездо» А. Ахвердиева, «В 1905 году» и «Алмас» Д. Джабарлы, «Вагиф» С. Вургуна, «Платон Кречет» А. Корнейчука.

## Фильмография
- 1936 — «Алмас» (композитор)
- 1936 — «Türk qadınının baharı» (композитор)
- 1938 — «Советский Азербайджан» (композитор)
- 1939 — «Крестьяне» (композитор)
- 1940 — «Новый горизонт» (композитор)
- 1940 — «İyirminci bahar» (композитор)
- 1945 — «Аршин мал алан» (дирижёр)
- 1947 — «По ту сторону Аракса» (композитор)
- 1947 — «Фатали-хан» (композитор)
- 1948 — «Вечерний концерт»
- 1954 — «Родному народу» (фильм-спектакль) (композитор)
- 1957 — «Так рождается песня» (композитор)
- 1957 — «Двое из одного квартала» (дирижёр)
- 1958 — «Тени ползут» (дирижёр)
- 1959 — «На дальних берегах» (дирижёр)
- 1959 — «Тайна крепости» (дирижёр)
- 1959 — «Настоящий друг» (дирижёр)
- 1960 — «Маттео Фальконе» (дирижёр)
- 1964 — «Когда песня не кончается» — дирижёр
- 1964 — «Кого мы больше любим» («Сила притяжения») (киноальманах) (дирижёр)
- 1964 — «Волшебный халат» (дирижёр)
- 1970 — «Ищите девушку» (дирижёр)
- 1975 — «Маэстро Ниязи»
- 1977 — «Композитор Муслим Магомаев»
- 1981 — «Поющая земля»
- 1983 — «Маэстро Ниязи»
- 2002 — «Маэстро»
- 2007 — «Маэстро Ниязи».

## Память
- 18 сентября 1994 года состоялось открытие дома-музея Ниязи.
- В 2017 году в Баку был открыт памятник Ниязи[12].

Памятник Ниязи в Баку
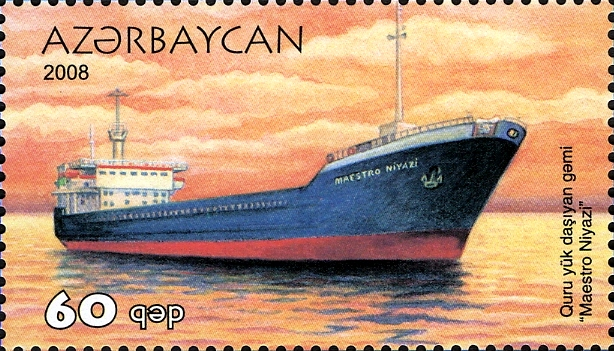
Сухогруз «Маэстро Ниязи» на почтовой марке Азербайджана 2008 года
Мемориальная доска на стене дома в Баку, в котором с 1958 по 1984 год жил Ниязи
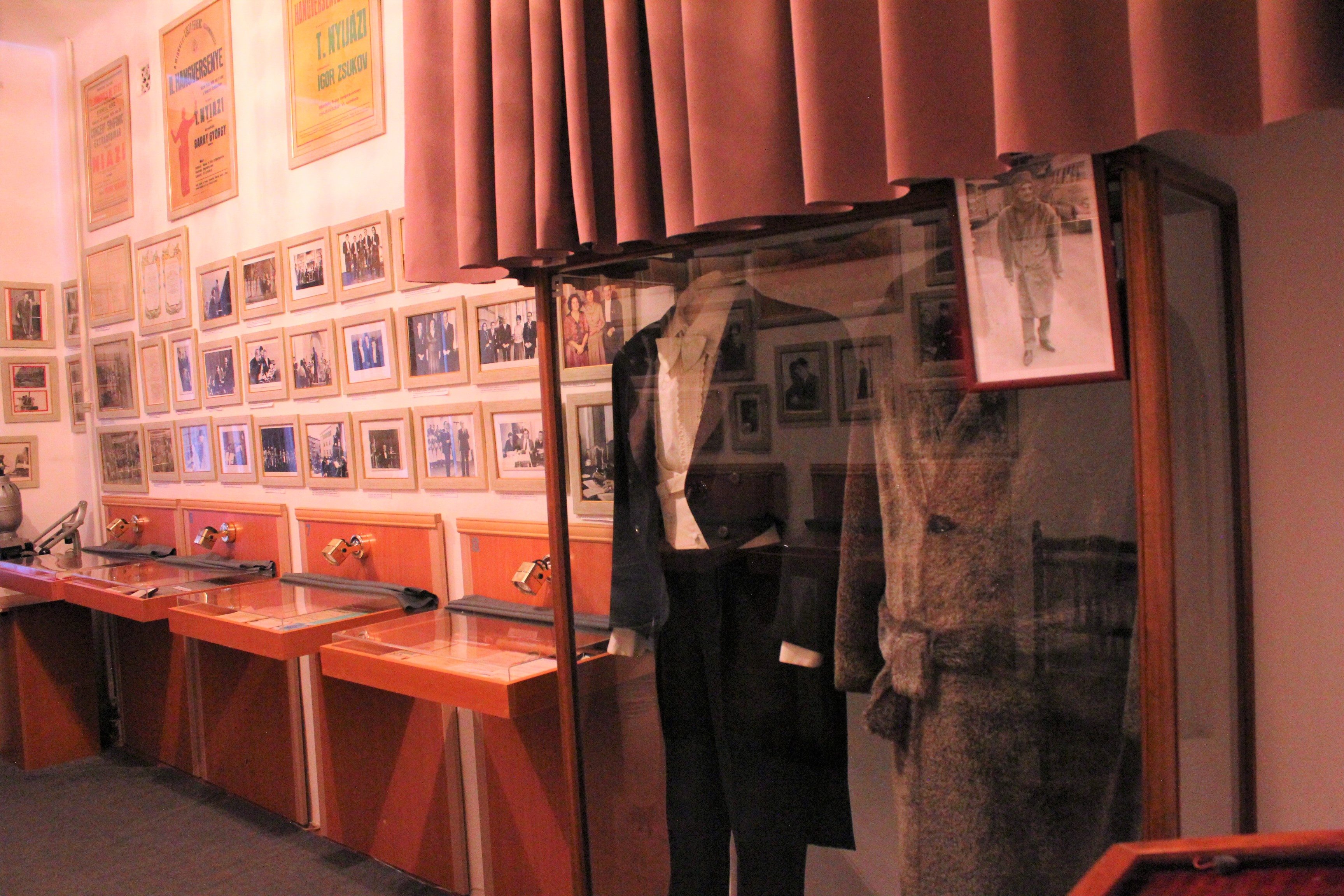
Интерьер экспозиционной комнаты в доме-музее Ниязи

## Генеалогия
|  |  |                               |                               |                               |                               |                               |                               |                                   |                                   |                                   |                                   |                                   |                                   |                              |                              |                              |                              |  |  |                              |                              |                              |                              |                              |                              |  |  |                                        |                                        |                                        |                                        |                                        |                                        |  |  |                                     |                                     |                                     |                                     |                                     |                                     |  |  |                                |                                |                                |                                |                                |                                |  |  |  |  |                                |                                |                                |                                |                                |                                |  |  |  |  |  |  |  |  |  |  |  |  |  |  |  |  |  |  |  |  |  |  |  |  |  |  |  |  |  |  |  |  |
|  |  |                               |                               |                               |                               |                               |                               |                                   |                                   |                                   |                                   |                                   |                                   |                              |                              |                              |                              |  |  |                              |                              |                              |                              |                              |                              |  |  |                                        |                                        |                                        |                                        |                                        |                                        |  |  |                                     |                                     |                                     |                                     |                                     |                                     |  |  |                                |                                |                                |                                |                                |                                |  |  |  |  |                                |                                |                                |                                |                                |                                |  |  |  |  |  |  |  |  |  |  |  |  |  |  |  |  |  |  |  |  |  |  |  |  |  |  |  |  |  |  |  |  |
|  |  |                               |                               |                               |                               |                               |                               | Гаджибек Гаджибеков               | Гаджибек Гаджибеков               | Гаджибек Гаджибеков               | Гаджибек Гаджибеков               | Гаджибек Гаджибеков               | Гаджибек Гаджибеков               |                              |                              |                              |                              |  |  |                              |                              |                              |                              |                              |                              |  |  |                                        |                                        |                                        |                                        |                                        |                                        |  |  | Абдул-Гусейн Гаджибеков (1842—1901) | Абдул-Гусейн Гаджибеков (1842—1901) | Абдул-Гусейн Гаджибеков (1842—1901) | Абдул-Гусейн Гаджибеков (1842—1901) | Абдул-Гусейн Гаджибеков (1842—1901) | Абдул-Гусейн Гаджибеков (1842—1901) |  |  |                                |                                |                                |                                |                                |                                |  |  |  |  |                                |                                |                                |                                |                                |                                |  |  |  |  |  |  |  |  |  |  |  |  |  |  |  |  |  |  |  |  |  |  |  |  |  |  |  |  |  |  |  |  |
|  |  |                               |                               |                               |                               |                               |                               | Гаджибек Гаджибеков               | Гаджибек Гаджибеков               | Гаджибек Гаджибеков               | Гаджибек Гаджибеков               | Гаджибек Гаджибеков               | Гаджибек Гаджибеков               |                              |                              |                              |                              |  |  |                              |                              |                              |                              |                              |                              |  |  |                                        |                                        |                                        |                                        |                                        |                                        |  |  | Абдул-Гусейн Гаджибеков (1842—1901) | Абдул-Гусейн Гаджибеков (1842—1901) | Абдул-Гусейн Гаджибеков (1842—1901) | Абдул-Гусейн Гаджибеков (1842—1901) | Абдул-Гусейн Гаджибеков (1842—1901) | Абдул-Гусейн Гаджибеков (1842—1901) |  |  |                                |                                |                                |                                |                                |                                |  |  |  |  |                                |                                |                                |                                |                                |                                |  |  |  |  |  |  |  |  |  |  |  |  |  |  |  |  |  |  |  |  |  |  |  |  |  |  |  |  |  |  |  |  |
|  |  |                               |                               |                               |                               |                               |                               |                                   |                                   |                                   |                                   |                                   |                                   |                              |                              |                              |                              |  |  |                              |                              |                              |                              |                              |                              |  |  |                                        |                                        |                                        |                                        |                                        |                                        |  |  |                                     |                                     |                                     |                                     |                                     |                                     |  |  |                                |                                |                                |                                |                                |                                |  |  |  |  |                                |                                |                                |                                |                                |                                |  |  |  |  |  |  |  |  |  |  |  |  |  |  |  |  |  |  |  |  |  |  |  |  |  |  |  |  |  |  |  |  |
|  |  |                               |                               |                               |                               |                               |                               | Исмаил-бек Гаджибеков (1879—1921) | Исмаил-бек Гаджибеков (1879—1921) | Исмаил-бек Гаджибеков (1879—1921) | Исмаил-бек Гаджибеков (1879—1921) | Исмаил-бек Гаджибеков (1879—1921) | Исмаил-бек Гаджибеков (1879—1921) |                              |                              |                              |                              |  |  | Саяд Гаджибекова (1872—1954) | Саяд Гаджибекова (1872—1954) | Саяд Гаджибекова (1872—1954) | Саяд Гаджибекова (1872—1954) | Саяд Гаджибекова (1872—1954) | Саяд Гаджибекова (1872—1954) |  |  | Абухаят Гаджибекова (1880—1951)        | Абухаят Гаджибекова (1880—1951)        | Абухаят Гаджибекова (1880—1951)        | Абухаят Гаджибекова (1880—1951)        | Абухаят Гаджибекова (1880—1951)        | Абухаят Гаджибекова (1880—1951)        |  |  | Зульфугар Гаджибеков (1884—1950)    | Зульфугар Гаджибеков (1884—1950)    | Зульфугар Гаджибеков (1884—1950)    | Зульфугар Гаджибеков (1884—1950)    | Зульфугар Гаджибеков (1884—1950)    | Зульфугар Гаджибеков (1884—1950)    |  |  | Узеир Гаджибеков (1885—1948)   | Узеир Гаджибеков (1885—1948)   | Узеир Гаджибеков (1885—1948)   | Узеир Гаджибеков (1885—1948)   | Узеир Гаджибеков (1885—1948)   | Узеир Гаджибеков (1885—1948)   |  |  |  |  | Джейхун Гаджибеков (1891—1962) | Джейхун Гаджибеков (1891—1962) | Джейхун Гаджибеков (1891—1962) | Джейхун Гаджибеков (1891—1962) | Джейхун Гаджибеков (1891—1962) | Джейхун Гаджибеков (1891—1962) |  |  |  |  |  |  |  |  |  |  |  |  |  |  |  |  |  |  |  |  |  |  |  |  |  |  |  |  |  |  |  |  |
|  |  |                               |                               |                               |                               |                               |                               | Исмаил-бек Гаджибеков (1879—1921) | Исмаил-бек Гаджибеков (1879—1921) | Исмаил-бек Гаджибеков (1879—1921) | Исмаил-бек Гаджибеков (1879—1921) | Исмаил-бек Гаджибеков (1879—1921) | Исмаил-бек Гаджибеков (1879—1921) |                              |                              |                              |                              |  |  | Саяд Гаджибекова (1872—1954) | Саяд Гаджибекова (1872—1954) | Саяд Гаджибекова (1872—1954) | Саяд Гаджибекова (1872—1954) | Саяд Гаджибекова (1872—1954) | Саяд Гаджибекова (1872—1954) |  |  | Абухаят Гаджибекова (1880—1951)        | Абухаят Гаджибекова (1880—1951)        | Абухаят Гаджибекова (1880—1951)        | Абухаят Гаджибекова (1880—1951)        | Абухаят Гаджибекова (1880—1951)        | Абухаят Гаджибекова (1880—1951)        |  |  | Зульфугар Гаджибеков (1884—1950)    | Зульфугар Гаджибеков (1884—1950)    | Зульфугар Гаджибеков (1884—1950)    | Зульфугар Гаджибеков (1884—1950)    | Зульфугар Гаджибеков (1884—1950)    | Зульфугар Гаджибеков (1884—1950)    |  |  | Узеир Гаджибеков (1885—1948)   | Узеир Гаджибеков (1885—1948)   | Узеир Гаджибеков (1885—1948)   | Узеир Гаджибеков (1885—1948)   | Узеир Гаджибеков (1885—1948)   | Узеир Гаджибеков (1885—1948)   |  |  |  |  | Джейхун Гаджибеков (1891—1962) | Джейхун Гаджибеков (1891—1962) | Джейхун Гаджибеков (1891—1962) | Джейхун Гаджибеков (1891—1962) | Джейхун Гаджибеков (1891—1962) | Джейхун Гаджибеков (1891—1962) |  |  |  |  |  |  |  |  |  |  |  |  |  |  |  |  |  |  |  |  |  |  |  |  |  |  |  |  |  |  |  |  |
|  |  |                               |                               |                               |                               |                               |                               |                                   |                                   |                                   |                                   |                                   |                                   |                              |                              |                              |                              |  |  |                              |                              |                              |                              |                              |                              |  |  |                                        |                                        |                                        |                                        |                                        |                                        |  |  |                                     |                                     |                                     |                                     |                                     |                                     |  |  |                                |                                |                                |                                |                                |                                |  |  |  |  |                                |                                |                                |                                |                                |                                |  |  |  |  |  |  |  |  |  |  |  |  |  |  |  |  |  |  |  |  |  |  |  |  |  |  |  |  |  |  |  |  |
|  |  | Султан Гаджибеков (1919—1974) | Султан Гаджибеков (1919—1974) | Султан Гаджибеков (1919—1974) | Султан Гаджибеков (1919—1974) | Султан Гаджибеков (1919—1974) | Султан Гаджибеков (1919—1974) |                                   |                                   |                                   |                                   | Осман Гаджибеков (1924—1979)      | Осман Гаджибеков (1924—1979)      | Осман Гаджибеков (1924—1979) | Осман Гаджибеков (1924—1979) | Осман Гаджибеков (1924—1979) | Осман Гаджибеков (1924—1979) |  |  | Джамал Пашаев (1895—1953)    | Джамал Пашаев (1895—1953)    | Джамал Пашаев (1895—1953)    | Джамал Пашаев (1895—1953)    | Джамал Пашаев (1895—1953)    | Джамал Пашаев (1895—1953)    |  |  | Ниязи Тагизаде- Гаджибеков (1912—1984) | Ниязи Тагизаде- Гаджибеков (1912—1984) | Ниязи Тагизаде- Гаджибеков (1912—1984) | Ниязи Тагизаде- Гаджибеков (1912—1984) | Ниязи Тагизаде- Гаджибеков (1912—1984) | Ниязи Тагизаде- Гаджибеков (1912—1984) |  |  | Чингиз Гаджибеков (1913—1971)       | Чингиз Гаджибеков (1913—1971)       | Чингиз Гаджибеков (1913—1971)       | Чингиз Гаджибеков (1913—1971)       | Чингиз Гаджибеков (1913—1971)       | Чингиз Гаджибеков (1913—1971)       |  |  | Джейхун Гаджибеков (1919—1941) | Джейхун Гаджибеков (1919—1941) | Джейхун Гаджибеков (1919—1941) | Джейхун Гаджибеков (1919—1941) | Джейхун Гаджибеков (1919—1941) | Джейхун Гаджибеков (1919—1941) |  |  |  |  | Тимучин Гаджибеков (1921—1993) | Тимучин Гаджибеков (1921—1993) | Тимучин Гаджибеков (1921—1993) | Тимучин Гаджибеков (1921—1993) | Тимучин Гаджибеков (1921—1993) | Тимучин Гаджибеков (1921—1993) |  |  |  |  |  |  |  |  |  |  |  |  |  |  |  |  |  |  |  |  |  |  |  |  |  |  |  |  |  |  |  |  |
|  |  | Султан Гаджибеков (1919—1974) | Султан Гаджибеков (1919—1974) | Султан Гаджибеков (1919—1974) | Султан Гаджибеков (1919—1974) | Султан Гаджибеков (1919—1974) | Султан Гаджибеков (1919—1974) |                                   |                                   |                                   |                                   | Осман Гаджибеков (1924—1979)      | Осман Гаджибеков (1924—1979)      | Осман Гаджибеков (1924—1979) | Осман Гаджибеков (1924—1979) | Осман Гаджибеков (1924—1979) | Осман Гаджибеков (1924—1979) |  |  | Джамал Пашаев (1895—1953)    | Джамал Пашаев (1895—1953)    | Джамал Пашаев (1895—1953)    | Джамал Пашаев (1895—1953)    | Джамал Пашаев (1895—1953)    | Джамал Пашаев (1895—1953)    |  |  | Ниязи Тагизаде- Гаджибеков (1912—1984) | Ниязи Тагизаде- Гаджибеков (1912—1984) | Ниязи Тагизаде- Гаджибеков (1912—1984) | Ниязи Тагизаде- Гаджибеков (1912—1984) | Ниязи Тагизаде- Гаджибеков (1912—1984) | Ниязи Тагизаде- Гаджибеков (1912—1984) |  |  | Чингиз Гаджибеков (1913—1971)       | Чингиз Гаджибеков (1913—1971)       | Чингиз Гаджибеков (1913—1971)       | Чингиз Гаджибеков (1913—1971)       | Чингиз Гаджибеков (1913—1971)       | Чингиз Гаджибеков (1913—1971)       |  |  | Джейхун Гаджибеков (1919—1941) | Джейхун Гаджибеков (1919—1941) | Джейхун Гаджибеков (1919—1941) | Джейхун Гаджибеков (1919—1941) | Джейхун Гаджибеков (1919—1941) | Джейхун Гаджибеков (1919—1941) |  |  |  |  | Тимучин Гаджибеков (1921—1993) | Тимучин Гаджибеков (1921—1993) | Тимучин Гаджибеков (1921—1993) | Тимучин Гаджибеков (1921—1993) | Тимучин Гаджибеков (1921—1993) | Тимучин Гаджибеков (1921—1993) |  |  |  |  |  |  |  |  |  |  |  |  |  |  |  |  |  |  |  |  |  |  |  |  |  |  |  |  |  |  |  |  |
|  |  | Исмаил Гаджибеков (1949—2006) | Исмаил Гаджибеков (1949—2006) | Исмаил Гаджибеков (1949—2006) | Исмаил Гаджибеков (1949—2006) | Исмаил Гаджибеков (1949—2006) | Исмаил Гаджибеков (1949—2006) |                                   |                                   |                                   |                                   |                                   |                                   |                              |                              |                              |                              |  |  | Джамиль Пашаев (1924—1978)   | Джамиль Пашаев (1924—1978)   | Джамиль Пашаев (1924—1978)   | Джамиль Пашаев (1924—1978)   | Джамиль Пашаев (1924—1978)   | Джамиль Пашаев (1924—1978)   |  |  |                                        |                                        |                                        |                                        |                                        |                                        |  |  |                                     |                                     |                                     |                                     |                                     |                                     |  |  |                                |                                |                                |                                |                                |                                |  |  |  |  |                                |                                |                                |                                |                                |                                |  |  |  |  |  |  |  |  |  |  |  |  |  |  |  |  |  |  |  |  |  |  |  |  |  |  |  |  |  |  |  |  |